# Radio Universidade de Coimbra

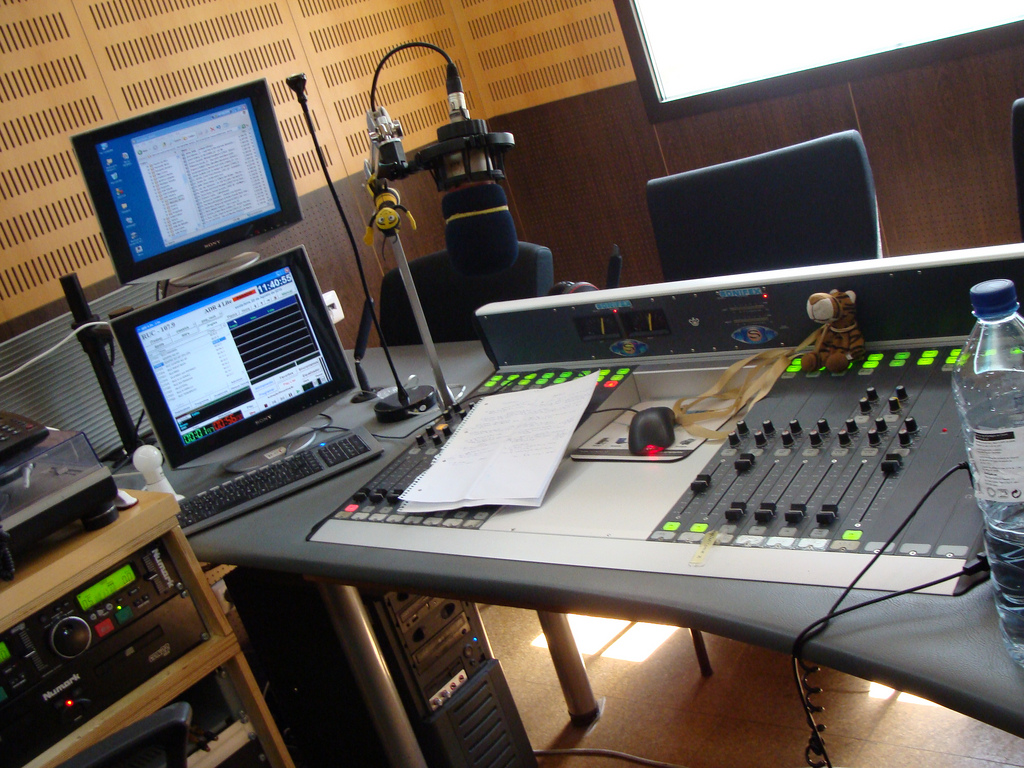
Estudio principal de RUC

La Rádio Universidade de Coimbra (RUC) es la estación de radio de la Universidad de Coímbra en Portugal. Fue fundada en los años 40 y emite desde 1988 a través de la frecuencia modulada 107.9FM y por internet. Su gestión es hecha de forma voluntária por los estudiantes.

## Frecuencia actual
- Coímbra, Portugal : 107.9 FM